# جوز هندی (درخت)
جوز هِندی یا گردوی بویا (در منابع طب سنتی جوز بوآ) (نام علمی: Myristica fragrans)، درختی از جنس درختان همیشه‌سبز است. جوز بویا بومی جزیره‌های ناحیه ملوک (جزایر ادویه) در اندونزی بوده؛ اما امروزه در بعضی مناطق گرم و مرطوب جهان مانند هندوستان، برزیل، سِریلانکا و جزایر آنتیل کاشته می‌شود. از دانه‌ای که درون میوهٔ آن قرار دارد، به‌عنوان ادویه و طعم‌دهندهٔ غذا استفاده می‌شود. به این دانه، جوز هندی یا گردوی بویا می‌گویند.
ارتفاع درخت جوز بویا معمولاً بین ۵ تا ۱۵ متر است؛ البته گاهی بلندی آن به بیست متر هم می‌رسد. دارای برگ‌های براق، بیضی‌شکل و نوک تیز بدون گوشوارک است. درازای برگها در حدود ۱۰ سانتی‌متر و روی آن‌ها سبز تیره و پشتشان سبز کم‌رنگ است.
جوزبویا درختی دوپایه است. گلهای نر و گلهای ماده آن هریک روی یک پایه درخت می‌رویند. گلهای نر به رنگ زرد و به صورت مجتمع در گروه‌های دو تا سه تایی است که به شکل خوشه‌ای می‌شکفند. گلهای ماده نیز مجتمع و زردرنگ هستند و یک مادگی یک بَرچه‌ای دارند. برچه قسمتی از مادگی است که درون آن تخمک قرار دارد.
میوه این درخت به قطر حدود ۵ سانتی‌متر و شبیه زردآلوست و رنگ آن لیمویی تا قهوه‌ای روشن است. میوه پس از رسیدن ترک می‌خورد و درون آن هسته‌ای با پوسته سخت و زبر به رنگ قهوه‌ای مایل به قرمز دیده می‌شود. پوسته هسته که بسباسه یا ماسی نامیده می‌شود، توری شکل است و شیارهایی نسبتاً عمیق دارد. مغز هسته جوزبویا یا تخم‌مرغی شکل است و سطحی چین خورده دارد و معطر و شکننده است.

## نگارخانه

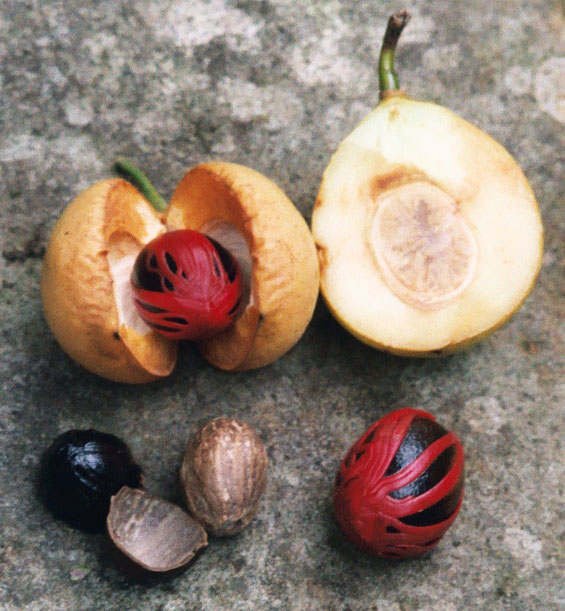
میوهٔ درخت جوز هندی، دانه و پوششِ دانه
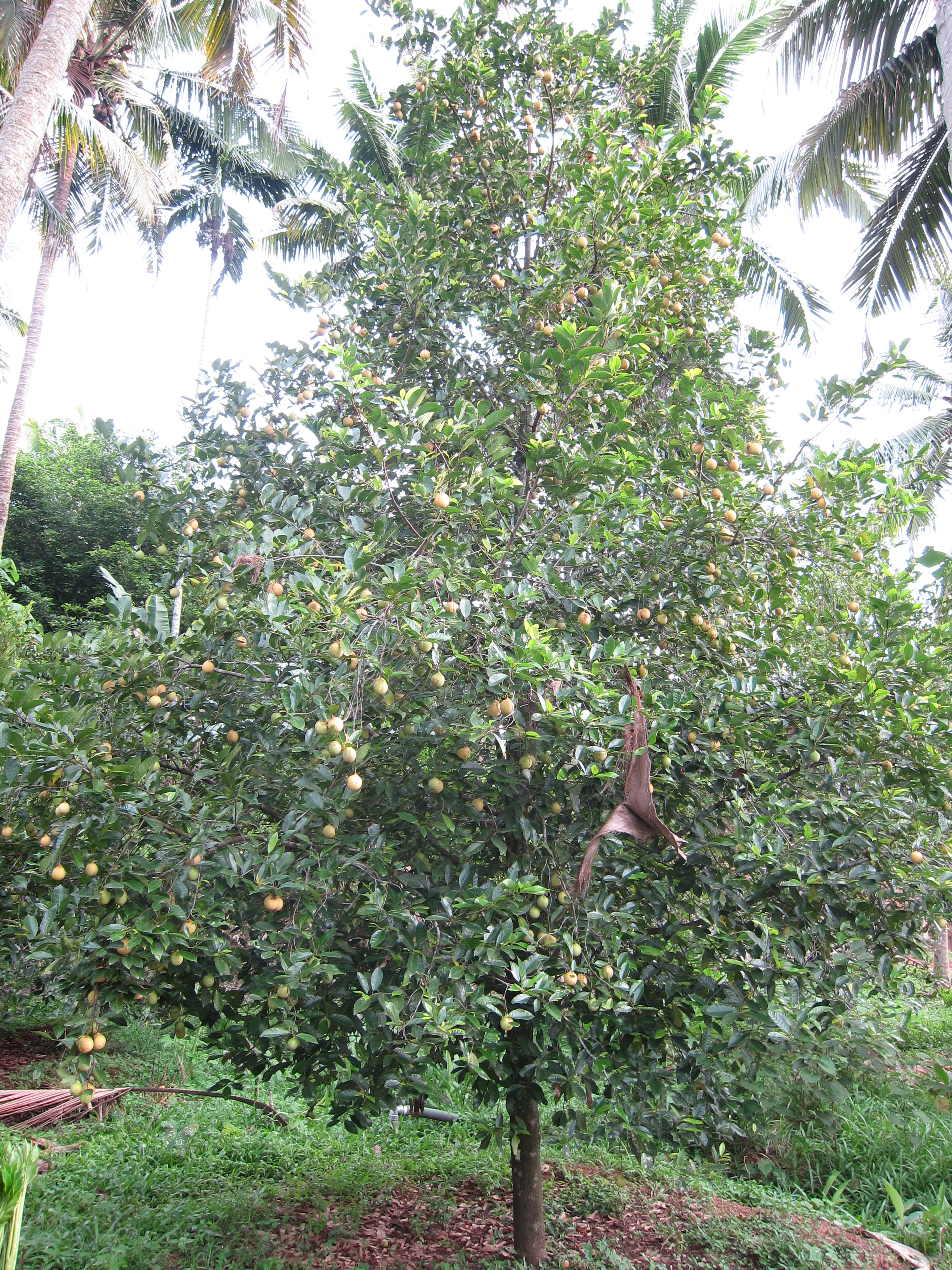
درخت جوز هندی در فصل میوه
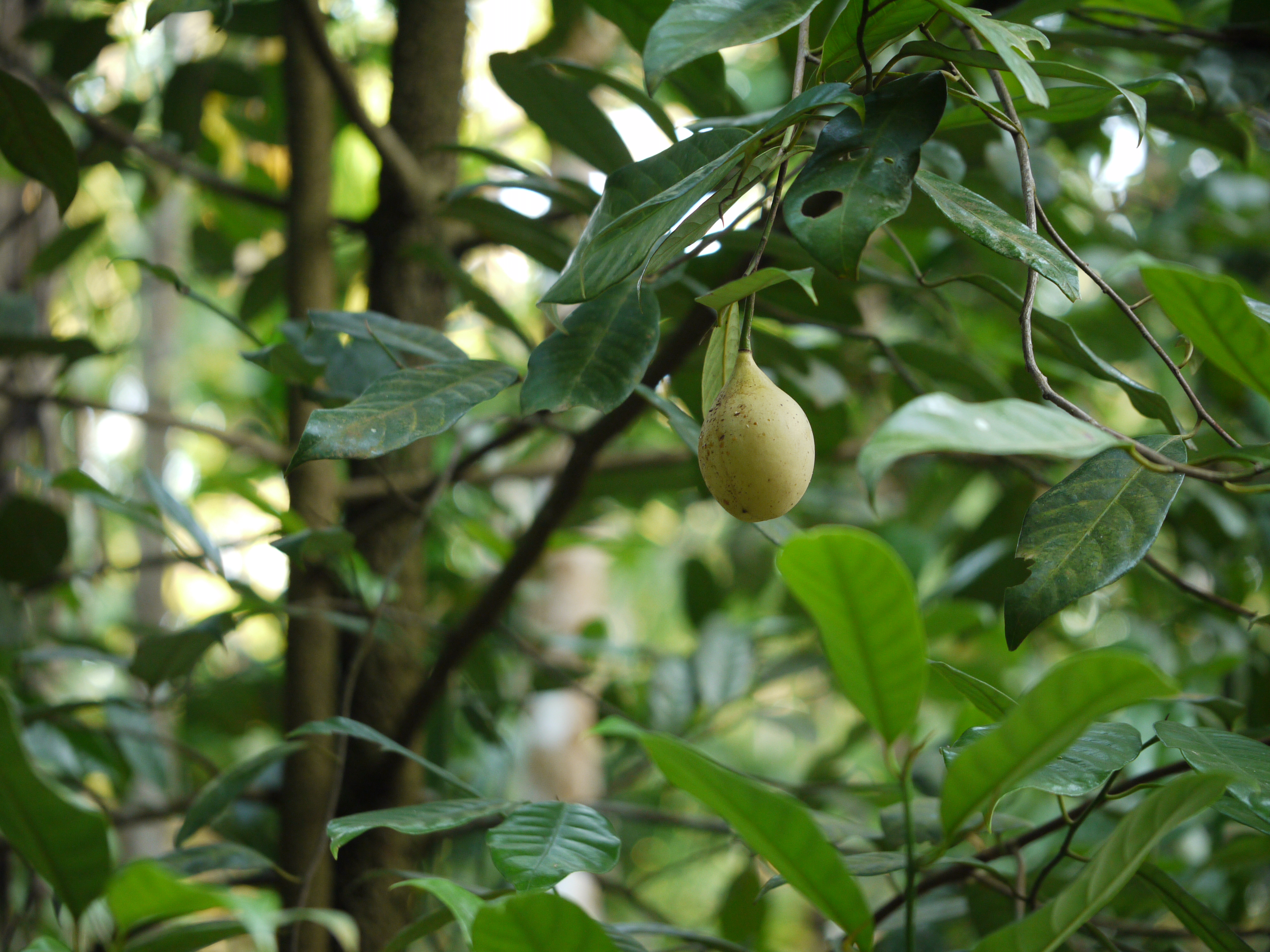
درخت جوز هندی با میوه‌های نرسیده